# Oreodera ohausi
Oreodera ohausi là một loài bọ cánh cứng trong họ Cerambycidae.